# Jupp Simon
Franz-Josef „Jupp“ Simon (* 24. Dezember 1931) ist ein ehemaliger deutscher Fußballtorwart. Mit Turbine Erfurt wurde er 1954 und 1955 DDR-Meister.

## Sportliche Laufbahn
Nachdem der bisherige Stammtorwart Heinz Grünbeck von Turbine Erfurt im März 1954 aus disziplinarischen Gründen aus der Oberligamannschaft ausgeschlossen worden war, kam neben dem Ersatztorwart, dem etatmäßigen Stürmer Wolfgang Nitsche, der 22-jährige Franz-Josef Simon, genannt „Jupp“ in die Mannschaft. Er bestritt sein erstes Oberligapunktspiel am 21. März 1954 in der Begegnung des 26. Spieltages BSG Einheit Ost Leipzig – Turbine Erfurt (0:0), stand jedoch nur 72 Minuten im Tor und wurde danach von Nitsche abgelöst. Am letzten Spieltag erhielt Simon noch einmal eine Einsatzchance, als er in der Schlussviertelstunde Nitsche ersetzen durfte. Da er in diesen 15 Minuten kein Tor zuließ, sicherte er seiner Mannschaft das zuvor erzielte 2:0 über Wismut Aue und damit die Meisterschaft. Ein Jahr später durfte sich Simon erneut DDR-Meister nennen, da die Erfurter ihren Titel erfolgreich verteidigt hatten. Diesmal war Simon mit nur einem Einsatz beteiligt, bei dem er den neuen Stammtorwart Rolf Jahn am dritten Spieltag vertreten hatte. Da Jahn auch in den folgenden Jahren zuverlässig das Tor hütete und ab 1955 mit Günter Gleis ein fünf Jahre jüngerer Reservetorwart zur Verfügung stand, kam Simon weder bei Turbine Erfurt noch in anderen Mannschaften des höherklassigen Fußballs zum Einsatz.